# Sprengelpark
Der Sprengelpark ist ein Park mit einer Fläche von einem Hektar im Berliner Ortsteil Wedding (Bezirk Mitte) zwischen Sprengelstraße und Kiautschoustraße auf dem Gelände der ehemaligen Flugzeugfirma Rohrbach Metallflugzeugbau.

## Geschichte
Das Gebiet des heutigen Parks hat eine lange Geschichte als Industriegelände hinter sich, die 1867 mit der Norddeutschen Fabrik für Eisenbahn-Betriebs-Material AG beginnt. Ab 1879 etablierte sich dort die Norddeutsche Lagerhaus AG, die ab 1902 das Gelände zwischen Torf-, Trift-, Tegeler, Lynarstraße und Nordufer parzellierte und die Baugrundstücke an Einzelpersonen und Baugesellschaften verkaufte, die damit begannen mehrgeschossige Mietshäuser zu errichten. Nicht zuletzt durch das seit 1900 am Nordufer gelegene Königliche Institut für Infectionskrankheiten und das 1906 eröffnete Rudolf-Virchow-Krankenhaus entstehen auch Wohnungen gehobenen Standards.
Im Jahr 1905 erhielten die neu entstandene Sprengelstraße (zwischen Tegeler Weg und Torfstraße), Kiautschoustraße und Samoastraße sowie der Pekinger Platz ihre Namen. Der östliche Teil der Sprengelstraße zwischen Sparrstraße und Tegeler Weg wurde bereits am 4. August 1897 gewidmet und die Grundstücke bebaut. In den Blöcken blieben aber noch einige Parzellen unbebaut, die im Adressbuch als „Baustellen“ ausgewiesen wurden.
Die Norddeutsche Lagerhaus AG, die sich in Liquidation befand, verkaufte nach und nach die verbleibenden Grundstücke, das Grundstück Kiautschoustraße 8–12 blieb aber bis in die 1920er Jahre im Besitz der Gesellschaft und wurden als Baustelle ausgewiesen, ebenso wie die Grundstücke Sprengelstraße 28–32.
Ab 1924 erwarb die Rohrbach Metallflugzeugbau diese Grundstücke. Es entstand eine Fertigungshalle von 60 m × 46 m, entworfen vom Berliner Architekten Werner March, die schlussendlich erst 2004 abgerissen wurde. Hinzu kamen ein Bürogebäude für die Konstruktionsabteilung an der Kiautschoustraße und eine Erweiterung der Fabrikhalle. Bis zum Jahr 1931 entstanden dort insgesamt 31 Flugzeuge, die zerlegt durch die engen Straßen zum Nordhafen transportiert werden mussten und von dort auf Binnenschiffen nach Kiel verschifft wurden. Die Standortwahl war insofern ungewöhnlich, als dass sie fernab jeden Flughafens war und keine Möglichkeiten der Erweiterung bot. Es ist anzunehmen, dass dies aus Gründen der Tarnung geschah, da der Flugzeugbau in Deutschland damals durch den Versailler Vertrag verboten war. Die Firma war nicht nur im zivilen Flugzeugbau engagiert, sondern bemühte sich auch um Aufträge aus dem Reichswehrministerium. Es ist bekannt, dass Rohrbach sich bereits im Herbst 1923 um einen Kredit beim Reichswehrministerium für den Ausbau seines Flugzeugwerkes bemühte.
Zum Anfang der 1930er Jahre verschlechterte sich die wirtschaftliche Situation, sodass Rohrbach das Unternehmen an die DeSchiMAG verkaufte, die es 1934 mit der Weser-Flugzeugbau GmbH vereinigte. Diese plante anfangs die Produktion dort fortzusetzen, verlagerte den Betrieb aber ab 1936 nach Lemwerder bei Bremen. Danach ging das Werk in den Besitz der Luftfahrtkontor über, die es 1940 an die Luftfahrtanlagen GmbH übergab, einer Treuhänderin des Deutschen Reiches. Bereits 1937 nutzte die Fertigungsgerätebau GmbH die Anlagen, eine Firma im Eigentum der Luftfahrtanlagen GmbH, die hier Wehrmachtsaufträge ausführte.
Nach Ende des Zweiten Weltkriegs war die Fertigungsgerätebau GmbH weiterhin Besitzerin des Geländes, unterstand allerdings französischer Militärverwaltung. Was hier produziert wurde, ist allerdings unklar. Die leerstehenden Hallen wurden von 1954 bis 1967 von der Meteor Ventilatoren AG benutzt sowie von diversen Kleinbetrieben. 1967 kam das Grundstück und die darauf befindlichen Gebäude in das Eigentum des Landes Berlin und wurde auch weiterhin durch Kleingewerbe genutzt.
In den 1980er Jahren gab der Berliner Senat städtebauliche Untersuchungen über eine neue Nutzung des Geländes in Auftrag. Die Denkmalwürdigkeit der Montagehalle wurde geprüft; sie wurde aber nicht unter Denkmalschutz gestellt.
Bis auf zwei Gebäude an der Kiautschoustraße wurden 2004 alle Hallen und Werkstätten auf dem Industriegelände abgerissen, darunter auch die 1924 von Werner March erbaute zentrale Montagehalle. Die Umwandlung in einen Park war nun geplant.

## Planung und Realisierung
Nachdem feststand, dass der Mettmannplatz wegen des Baus der S-Bahn-Linie S21 nur noch eingeschränkt nutzbar sein wird, wurden im Rahmen der Planfeststellung Ausgleichsmaßnahmen definiert, u. a. im Sprengelkiez am Pekinger Platz sowie nördlich daran angrenzend der Sprengelpark zwischen Kiautschou- und Sprengelstraße.
Ab Frühsommer 2004 begannen die Planungsarbeiten unter Mitwirkung der Anwohner in mehreren Planungswerkstätten unter Leitung des Planungsbüros Margret Benninghoff Landschaftsarchitekten, die auch für die Umgestaltung des Pekinger Platzes verantwortlich zeichnet. Es wurde an drei öffentlichen Terminen über die zukünftige Gestaltung anhand von vorbereiteten Grundrissen diskutiert. Nach Diskussionen unter den Gruppen konnte man die unterschiedlichen Vorstellungen zu Papier bringen und untereinander vorstellen. Es stellte sich heraus, dass die Ergebnisse der Arbeitsgruppen überraschenderweise nicht weit voneinander entfernt waren. Ein Mix aus Spiel- und Ruheflächen, die von einem Y-förmigen Wegenetz von Nord nach Süd durchzogen werden, waren ein gemeinsamer Nenner aller Entwürfe. Auch der Name „Sprengelpark“ wurde während eines Namenswettbewerbs von den Anwohnern ausgewählt. Das mit der Bürgerbeteiligung befasste Planungsbüro bildete aus den so entstandenen drei Entwürfen einen gemeinsamen Kompromiss, der auch die amtlichen Auflagen berücksichtigt.

## Gestaltung
Die Deutsche Bahn AG finanziert die Maßnahme als Ausgleich für die Überbauung des Mettmannplatzes. Der Bezirk Mitte war Bauherr und stellte das Gelände zwischen Sprengel- und Kiautschoustraße für diese Ausgleichsmaßnahme zur Verfügung. Im Sinne des Natur- und Artenschutzes waren 1625 m² Rasenflächen, 3410 m² Strauch- und Heckenflächen herzustellen und 80 Bäume zu pflanzen. Ferner wurden Wege und Plätze, Spielflächen, Ruheflächen, ein Spielschiff aus Natursteinen, eine Flugzeugintarsie mit einer Informationsstele, die an die Geschichte des Ortes erinnert, hergestellt. Der Park ist eingezäunt. Hunde sollen sich hier nicht aufhalten. Anregungen zur Gestaltung der Spiel- und Sportflächen wurden bei einer Kinder- und Jugendbeteiligung im November 2005 ermittelt. Die Planungs- und Baukosten des ersten Bauabschnittes betrugen insgesamt ca. 548.000 Euro.
In einem zweiten Bauabschnitt wurden Spielgeräte aufgestellt, es entstand ein Kletterfelsen und ein Pavillon gegen Regen. Den bereits vorhandenen Sitzstufen wurde ein Bühnenoval für kleine Aufführungen vorgelagert. Inhalte zur Gestaltung der Spiel- und Sportflächen wurden im Rahmen einer Kinder- und Jugendbeteiligung im November 2005 ermittelt und 2008 fertig gestellt. Am 27. März 2007 beschloss das Bezirksamt Mitte die Widmung und Benennung der Grünanlage Sprengelpark. Nach knapp einjähriger Bauzeit wurde der erste Bauabschnitt des Sprengelparks fertiggestellt und am 1. September 2007 durch Bezirksbürgermeister Christian Hanke feierlich eröffnet. Dabei nahmen auch Vertreter des Quartiersmanagements Sparrplatz, die Landschaftsarchitektin Margret Benninghoff sowie Vertreter des Straßen- und Grünflächenamt Mitte teil.
Durch den Architekten Thomas Wolf in Zusammenarbeit mit seiner Frau, der Historikerin Judith Hahn entstand 2005–2006 im Auftrag des Quartiersmanagements Sparrplatz und der Senatsverwaltung für Stadtentwicklung Berlin eine Erinnerungsstele in Form eines Flugzeugs am Eingang in der Sprengelstraße. Die Stele besteht aus einem Betonfundament und einer Flugzeugintarsie von sechs Meter Länge. Darauf befindet sich ein Prospektträger für drei Texttafel, auf denen die Geschichte des Flugzeugfabrik und die Entwicklung des Gebietes dargestellt ist. Begleitend dazu erschien die Broschüre, die die Geschichte ausführlicher beschreibt.

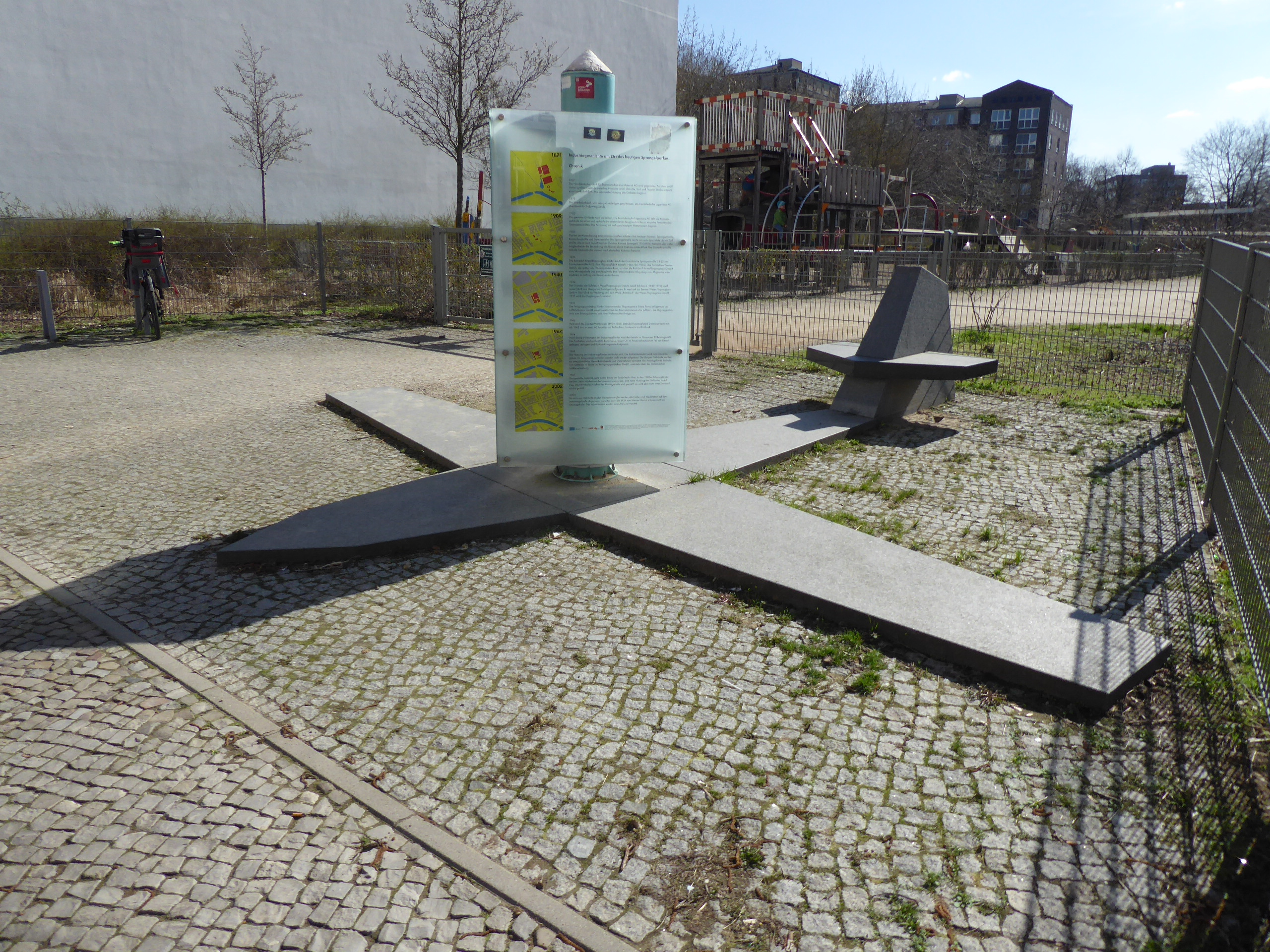
Flugzeugstele
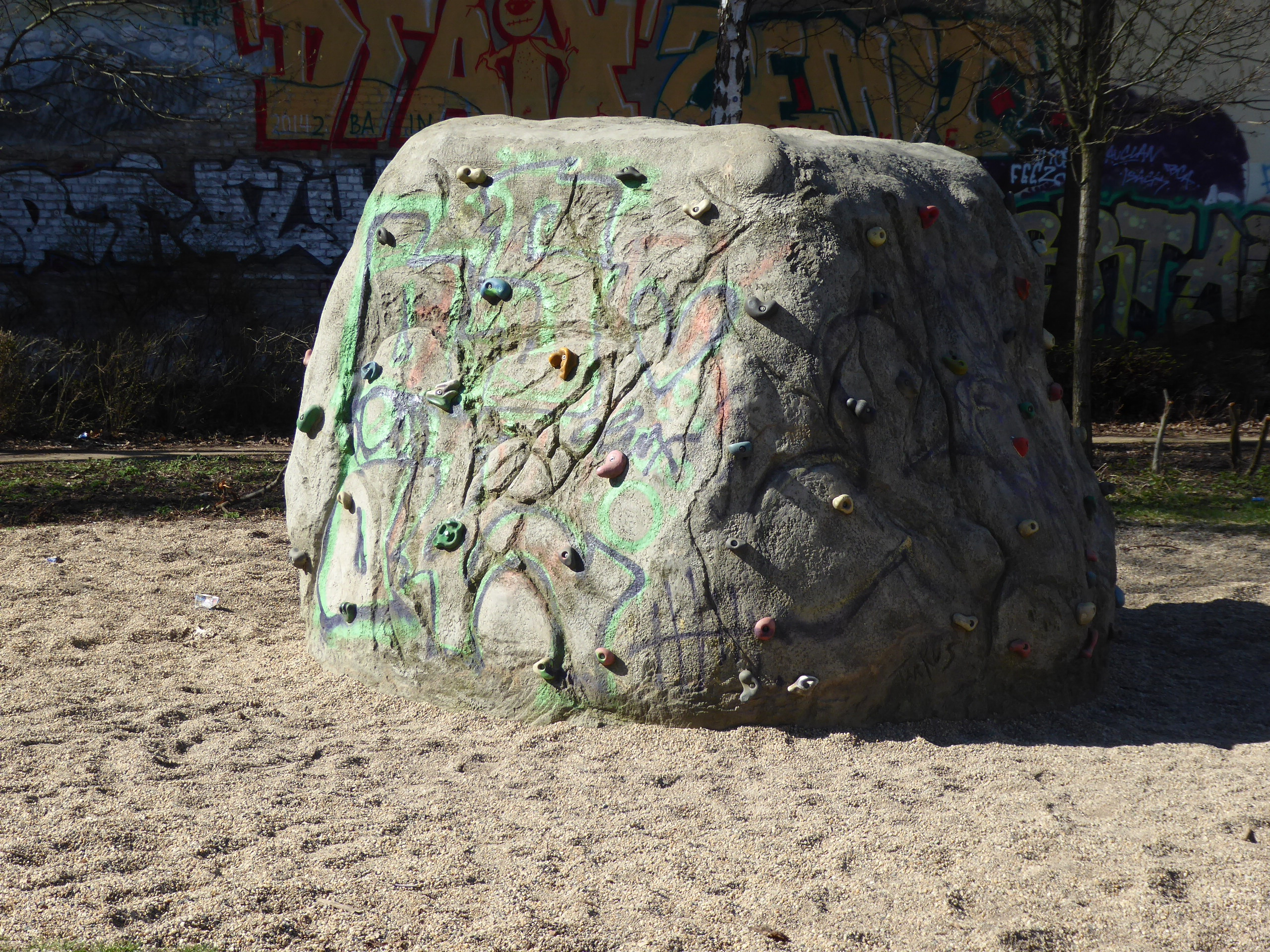
Kletterfelsen
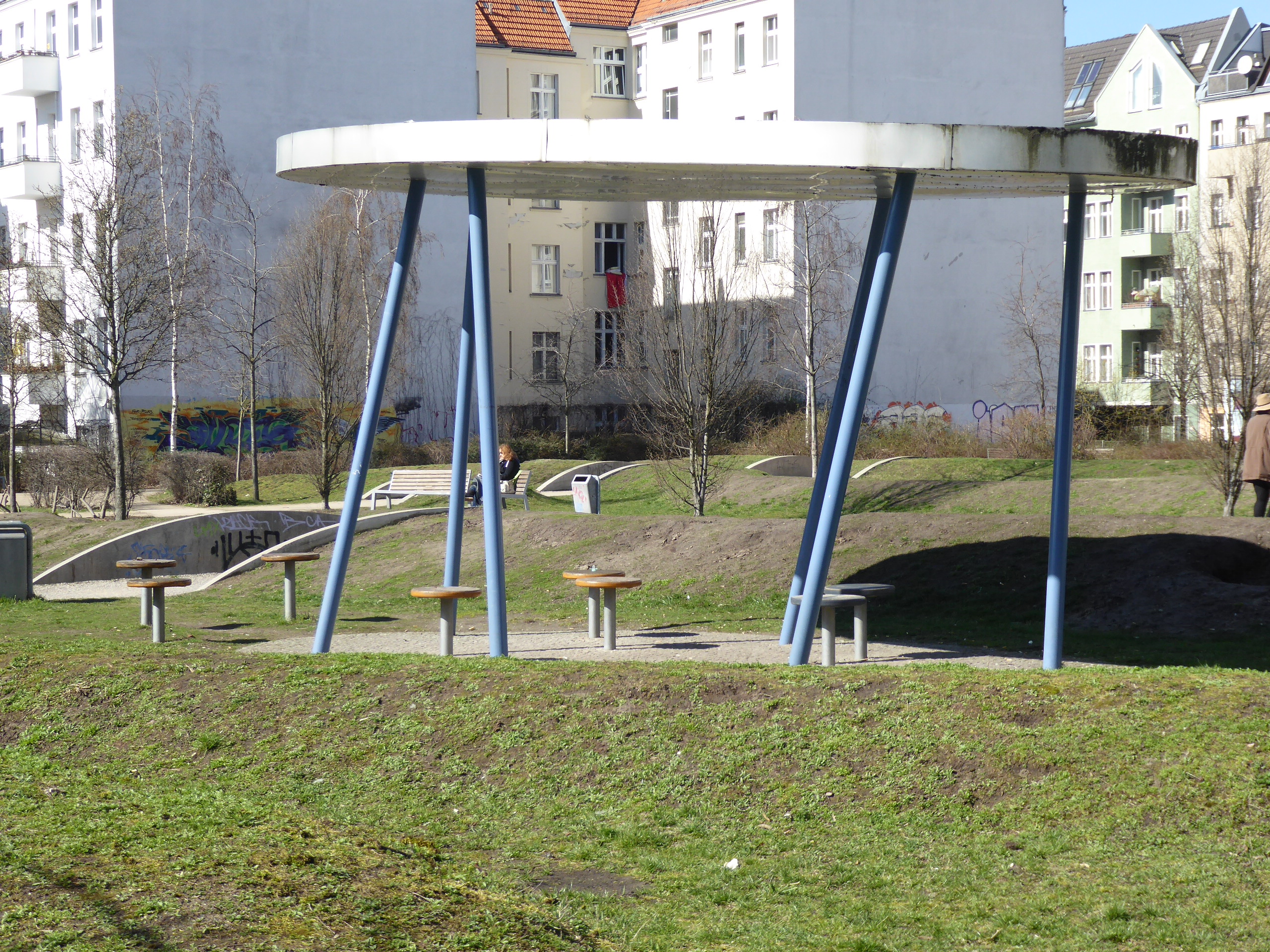
Pavillon
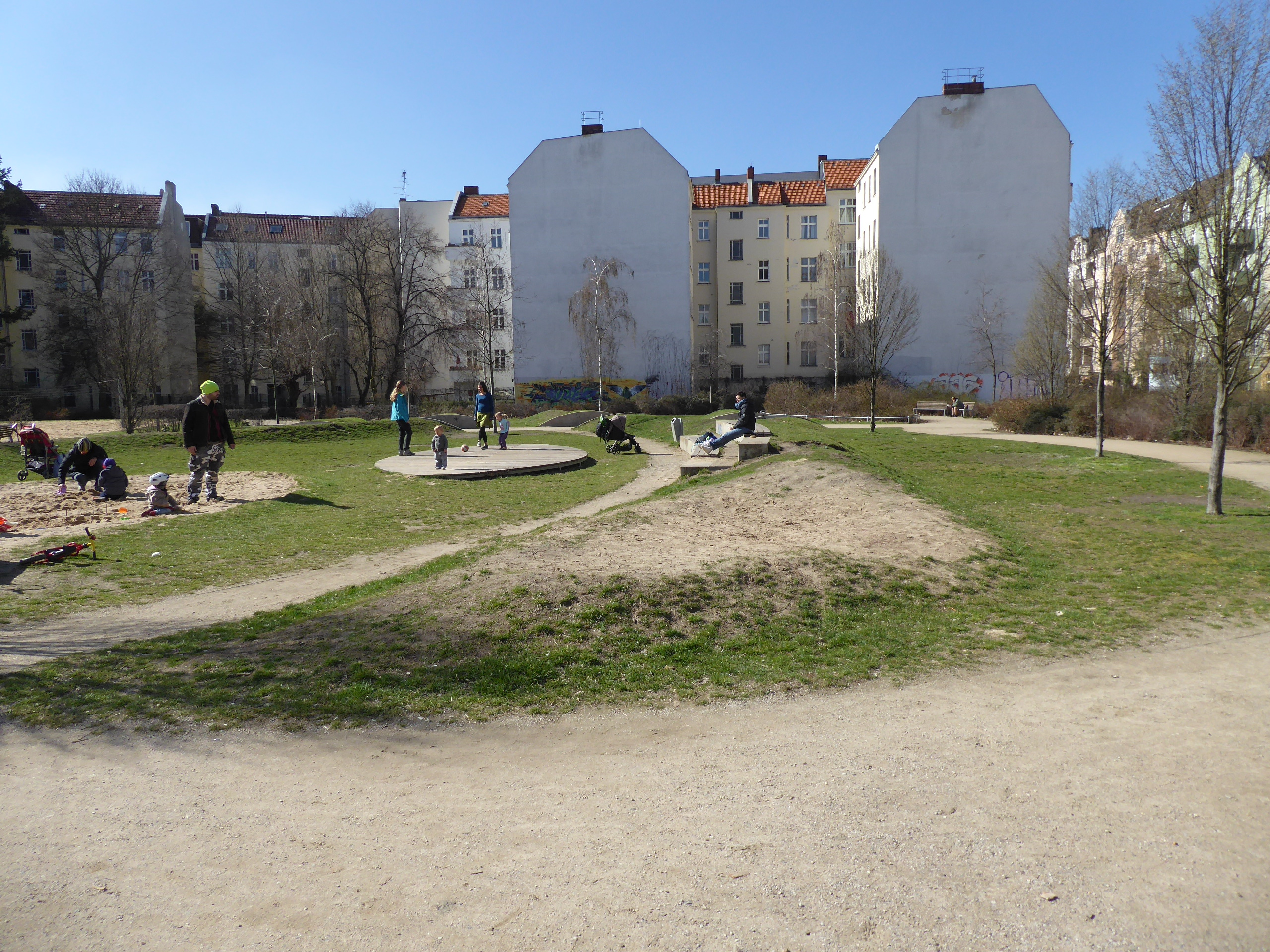
Bühnenoval für Aufführungen
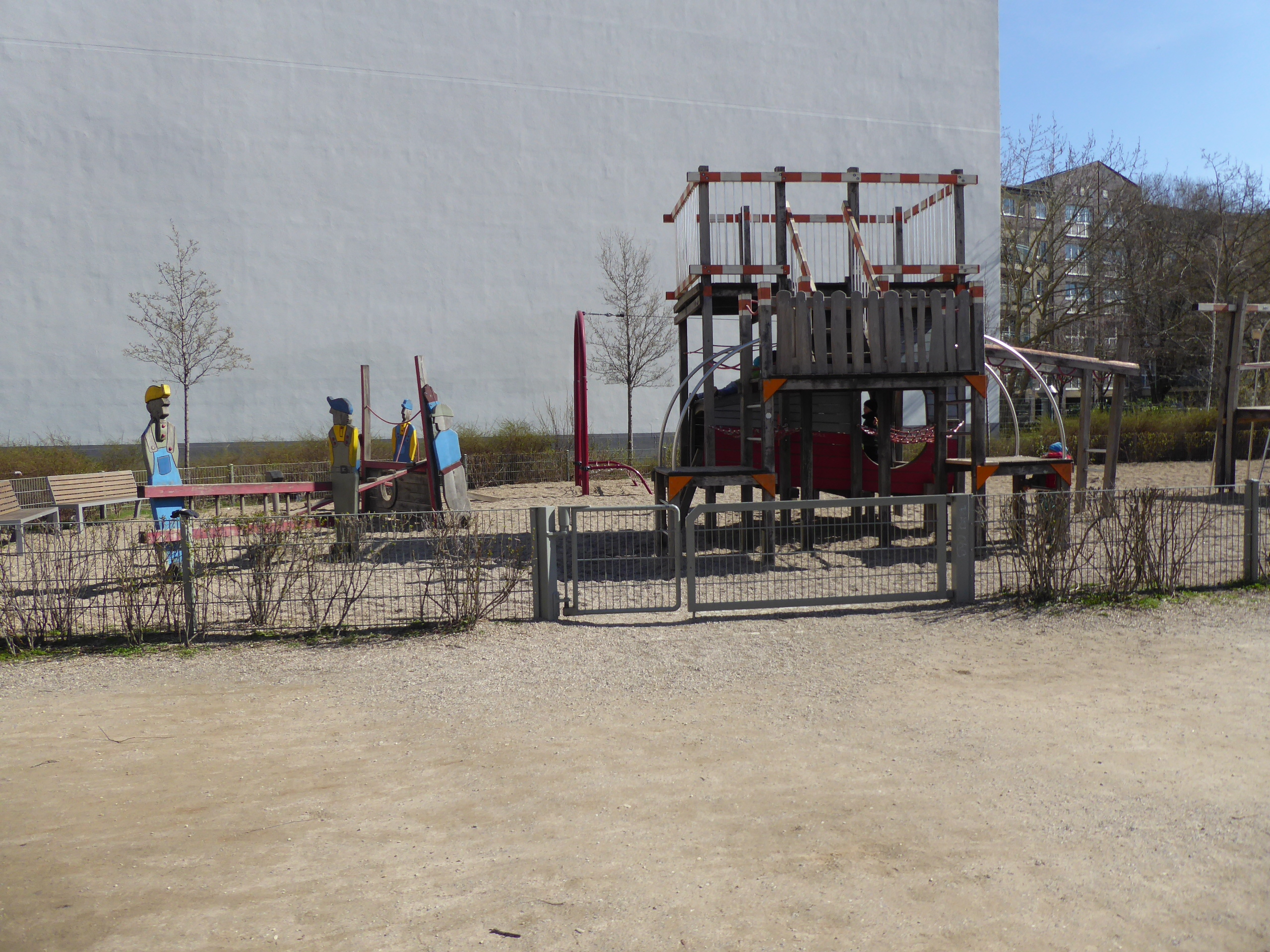
Klettergerüst